# AGM-76 Falcon
Falcon ([ˈfɑːlkən], чит. «Фэ́лкон», с англ. — «сокол», войсковой индекс — AGM-76) — американская противорадиолокационная ракета класса «воздух—поверхность». Предназначалась для поражения наземных радиолокационных станций системы ПВО противника. Была разработана компанией Hughes по заказу ВВС США.

## Предыстория

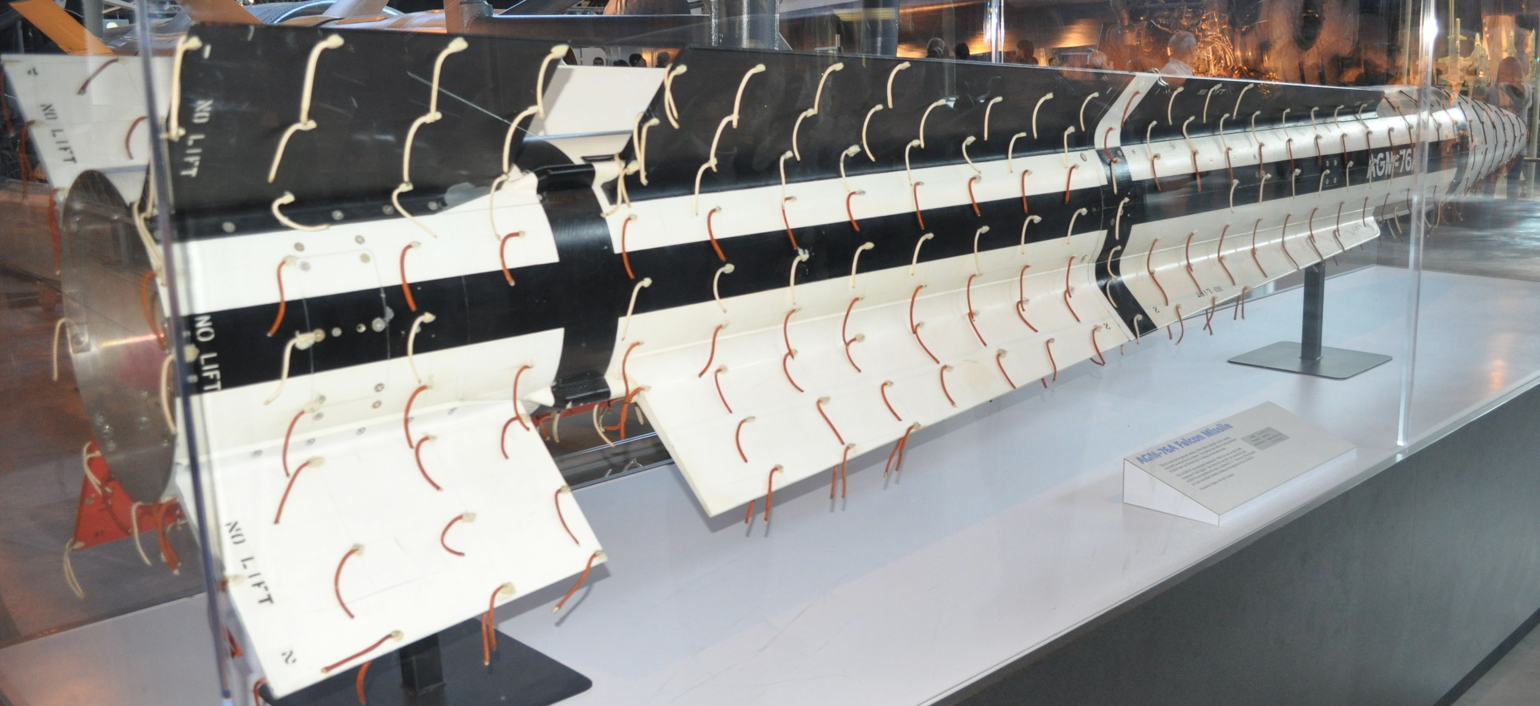
Та же модель ракеты с другого ракурса

В 1966 году командование ВВС США решило вместе с программой модернизации AGM-45 Shrike начать разработку новых ПРР, превосходящих Shrike по дальности применения, мощности боевой части и устойчивости самонаведения к естественным помехам (отражённый от местности сигнал мог привести к отклонению ракет от цели и захвату отражений) и средств противодействия противника (переключение излучения с радиолокационного средства на ложный излучатель позволяло обмануть самонаведение).
Проект был назван Interim ARM (буквально: Промежуточная ПРР). ВМС и ВВС США вместе, но с помощью собственных подрядчиков и подходов, заказали замену Shrike на новую ракету того же класса. Подрядчик ВМС — General Dynamics с проектом AGM-78 Standard ARM на основе корабельной ЗУР, ВВС — Hughes Aircraft с ракетой на основе УРВВ AGM-47A Falcon. По договорённости между этими видами вооружённых сил уже в конце 1966 года предполагалось определить победителя и заказать серийное производство ракет для обоих видов вооружённых сил поровну.

## История
Работа велась аврально под требования авиации воюющей во Вьетнаме. На испытания и доводку обеих ракет ушло бы не менее чем 2.5-3 года до освоения войсками, даже если бы решение о выборе одного из двух проектов успели принять за полгода. Чтобы опередить соперника General Dynamics и Hughes использовали имеющиеся наработки и ракеты.

## Устройство
AGM-76 имеет обычную для ракет семейства «AIM-4 Falcon» бесхвостую схему с крестообразным оперением, с четырьмя крыльями в хвостовой части, но без стабилизаторов в головной части. Для поражения наземных целей масса боевой части в несколько раз увеличена по сравнению с ракетами семейства для воздушного боя.

## Тактико-технические характеристики
Источники информации :
Общие сведения
- Самолёт-носитель — F-4D, A-6, F-105F
- Категории поражаемых целей — наземные объекты системы ПВО

Система наведения
- Устройство наведения ракеты на цель — радиолокационная головка самонаведения
- Тип головки самонаведения — пассивная
- Тип приёмника головки самонаведения — приёмник с фиксированной частотой
- Волновой диапазон — сантиметровый
- Частотный диапазон — сверхвысоких частот, 1550-5200 Мгц

Зона обстрела
- Досягаемость по дальности до цели — Н/Д

Аэродинамические характеристики
- Аэродинамическая компоновочная схема — «бесхвостка»
- Маршевая скорость полёта — 4M (4939 км/ч)

Массо-габаритные характеристики
- Длина — 4060 мм
- Диаметр корпуса — 344 мм
- Размах оперения — 838 мм
- Масса — 431 кг

Боевая часть
- Тип БЧ — осколочно-фугасная с готовыми поражающими элементами
- Масса БЧ — 113 кг
- Тип предохранительно-исполнительного механизма — дистанционного действия, радиолокационный, срабатывание на объём

Двигательная установка
- Тип ДУ — РДТТ с двухступенчатой тягой, Lockheed XSR13-LP-1
- Длина двигателя — 1488 мм
- Диаметр двигателя — 305 мм